# Saint-Georges (Mosella)
Saint-Georges è un comune francese di 217 abitanti situato nel dipartimento della Mosella nella regione del Grand Est.

## Società

### Evoluzione demografica
Abitanti censiti